# Apolo Ohno
Apolo Anton Ohno, o senzillament Apolo Ohno, (Federal Way, Washington, Estats Units 1982) és un patinador de velocitat en pista curta nord-americà, un dels més destacats a la dècada del 2000.

## Biografia
Va néixer el 22 de maig de 1982 a la ciutat de Federal Way, població situada a l'estat de Washington.

## Carrera esportiva
Va participar, als 19 anys, en els Jocs Olímpics d'Hivern de 2002 realitzats a Salt Lake City, on aconseguí guanyar dues medalles olímpiques: la medalla d'or en la prova de 1.500 metres i la medalla de plata en els 1.000 metres, a més de finalitzar quart amb l'equip nord-americà en la prova dels 5.000 metres relleus i onzè en els 500 metres masculins. En els Jocs Olímpics d'Hivern de 2006 realitzats a Torí (Itàlia) aconseguí guanyar tres medalles olímpiques: la medalla d'or en la prova dels 500 metres i la medalla de bronze en els 1.0000 metres i en els 5.000 metres relleus masculins. En aquests mateixos Jocs finalitzà vuitè en la prova de 1.500 metres masculins. En els Jocs Olímpics d'Hivern de 2010 realitzats a Vancouver (Canadà) tornà a guanyar tres medalles noves: la medalla de plata en els 1.500 metres i la medalla de bronze en els 1.000 metres i 5.000 metres relleus, a més de finalitzar vuitè en els 500 metres masculins.
Al llarg de la seva carrera ha guanyat 23 medalles en el Campionat del Món de patinatge de velocitat en pista curta, nou d'elles d'or.